# Кашаса
Каша́са (порт. Cachaça) — міцний алкогольний напій, який отримують шляхом дистиляції чистого екстракту цукрової тростини (перегін перебродженого соку цукрової тростини), один із найпопулярніших міцних алкогольних напоїв Бразилії. За межами Бразилії він використовується майже виключно для приготування тропічних коктейлів, кайпірінья — найвідоміших з яких.  У Бразилії напій традиційно вживається разом із фейжоадою. Міцність — 39-40 градусів.

## Опис
Дистиляція буває одна і проходить за звичайною схемою: у дистиляті розділяють голову, серце й хвіст. Від голови й хвосту, що містять або досить летучі, або досить важкі фракції, відмовляються, але не завжди. Іноді напій навіть класифікують за перегінним принципом: кашаса голови, кашаса хвоста та кашаса серця. Проте, перші два варіанти не є справжньою кашасою, оскільки вони не мають передбачених законодавством характеристик і відповідно коштують значно дешевше.
Після дистиляції вміст алкоголю в кашасі може коливатися від 38 до 54 відсотків. Іноді її витримують в дерев'яних бочках. За законом витриманою вважається кашаса, яка не менше як на половину складається з напою, що витримувався в бочці не менше року. Триває витримка здебільшого від півроку до трьох.
У Бразилії завжди розрізняють кашасу з фазенди та фабричну кашасу. Експортують другу, але більше цінується перша. Кашаса з фазенди робиться за старим традиційним способом, тому її партії невеликі та рідко потрапляють за межі Бразилії. Для збродження до подрібненої цукрової тростини додають кукурудзяне борошно, висівки пшениці, рис, сою або ж зерно. Переганяють таку кашасу лише в мідних перегонних кубах. Потім така кашаса зберігається в дерев'яних бочках. Промисловий спосіб — спрощена версія фазендового: бродіння посилюють хімічними добавками, воно помітно швидше, замість мідних перегонних кубів — перегонні колони повного циклу. Зберігається фабрична кашаса в сталевих цистернах, а в бочках витримується рідко.
Кашаса буває різна. Найдорожча нагадує добре віскі або ж коньяк, а кольором — слабкий чай з лимоном. Біла кашаса використовується в основному для приготування коктейлів (наприклад, Кайпіринья, порт. Caipirinha)
Основні марки — Caninha 51, Pitu, Tatuzinho, Old 88, Muller, Paduana, Velho Barreiro та Ypioca.
Перші згадки про кашасу походять з часів колонізації Бразилії.
Кашаса — частина культури Бразилії, її національний напій, тому на державному рівні ухвалено рішення про надання Cachaça статусу комерційної назви міцного алкогольного напою, який отримують з цукрової тростини (для порівняння: у Франції — шампанське).

## Галерея

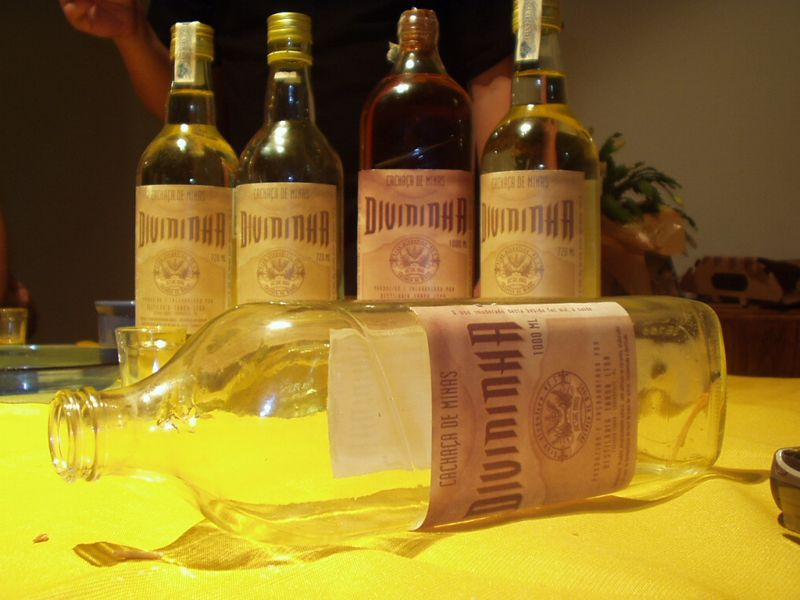
Кашаса «Divininha»
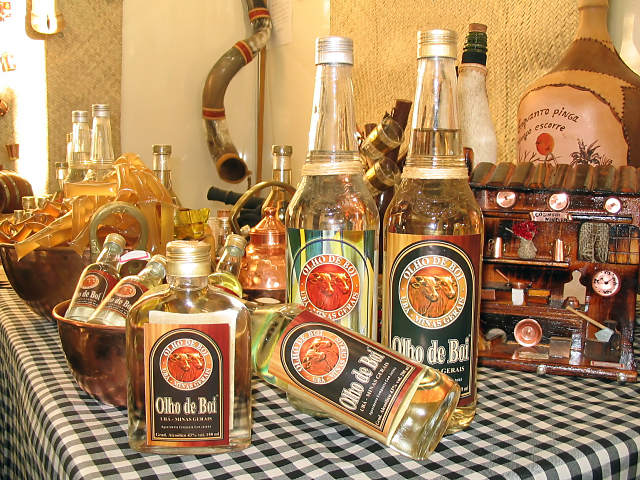
Кашаса «Око бика»
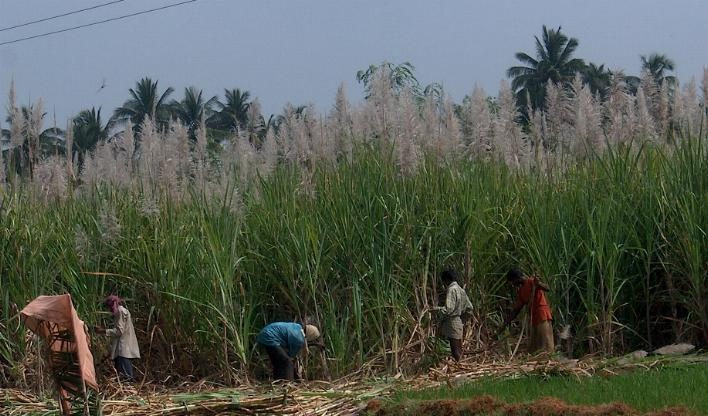
Цукрова тростина — сировина для виробництва кашаси
Схема дистиляції
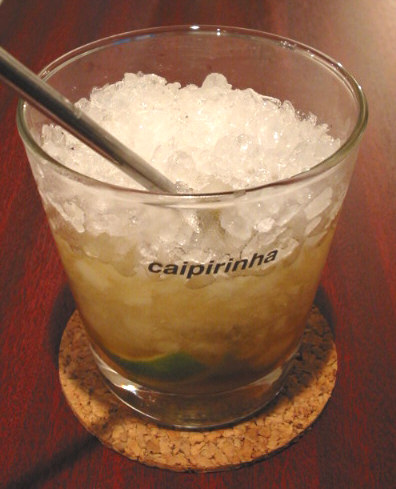
Кайпірінья — національний бразильський напій